# Juneteenth
Juneteenth (portmanteau for "June nineteenth" – den nittende juni – også kaldet Black Independence Day, Freedom Day, Jubilee Day og Liberation Day) er en føderal amerikansk fridag, der fejres den 19. juni. Dagen repræsenterer oprindeligt årsdagen for, at general Gordon Granger d. 19. juni 1865 i Galveston, Texas, proklamerede og oplæste præsidents Lincolns ordre om frigivelsen af slaver.
Texas var den første delstat til at anerkende dagen som fridag i 1980. Mange delstater efterfulgte senere Texas og gjorde ligeledes dagen til en fridag. Således havde 47 delstater samt Washington D.C. per juni 2020 anerkendt og gjort Juneteenth til en fridag – alle delstater med undtagelse af North Dakota, South Dakota og Hawaii. På føderalt niveau er der flere gange, startende i 1996, blevet forsøgt introduceret lovgivning i Kongressen, som har haft til formål at gøre Juneteenth til en national fridag på tværs af hele USA. Det lykkes i juni 2021 at vedtage en lov, der gjorde Juneteenth til en føderal fridag, da Repræsentanternes Hus med stemmerne 415-14 og Senatet enstemmigt (100-0) vedtog loven, som efterfølgende blev underskrevet af præsident Biden.

## Baggrund
Den 22. september 1862, under den amerikanske borgerkrig (1861 til 1865), annoncerede præsidenten Abraham Lincoln Emancipationserklæringen hvori alle slaver i de konfødererede stater, sydstaterne, som endnu ikke var havnet under den føderale regerings kontrol, blev erklæret frie fra og med den 1. januar 1863. I praksis skete frigørelsen af slaverne på forskellige tidspunkter i de forskellige sydlige delstater i USA. Således pågik frigørelsen af slaverne løbende og i takt med, at Unionens hær (Nordstaterne) tog kontrol over diverse områder i Sydstaterne. Slaverne i Sydstaterne var på forhånd typisk ikke bekendt med Emancipationserklæringen, og blev først bekendt med Lincolns ordre i takt med, at Nordstaterne havde taget kontrol over områderne og oplæst ordren for dem. Der udbrød derfor store fejringer af frigørelsen af slaver, ofte kaldet Jubilee (reference til den bibelske Jubilee, hvor slaver blev befriet), på flere forskellige tidspunkter – blandt andet den 22. september, 1. januar, 4. juli, 1. august, 6. april og 1. november. Som følge af at Texas var en af de mest fjerne sydstater, kom nyheden om frigørelsen af slaver hertil sent. Således blev Lincolns ordre først oplæst i byen Galveston, Texas, den 19. juni 1865 og det er derfra, mindedagen spredtes til øvrige dele af landet.
Den 19. juni 1865 markerer ikke den faktiske "afslutning af slaveriet" – heller ikke i Texas. Den endelige afskaffelse af slaveriet i hele USA skete gennem den trettende tilføjelse (engelsk: Thirteenth amendment) til USA's forfatning. Den trettende tilføjelse til forfatningen blev stemt igennem USA's kongres den 31. januar 1865 og ratificeredes af et tilstrækkeligt antal delstater den 6. december 1865. Der findes således andre konkurrerende dato hvad angår frigørelsen af slaver i USA.

## Eksterne links
- Wikimedia Commons har flere filer relateret til Juneteenth